# Alcaria Ruiva
Alcaria Ruiva is een plaats (freguesia) in de Portugese gemeente Mértola en telt 1013 inwoners (2001).